# Ostravice
Ostravice (deutsch Ostrawitz) ist eine Gemeinde im Bezirk Frýdek-Místek in Tschechien. Sie liegt am Fluss Ostravice und am Fuße des höchsten Berges der Mährisch-schlesischen Beskiden – des Kahlbergs (Lysá hora) und des Smrks. Beide Berge sind symbolisch im Gemeindewappen abgebildet. Ostravice ist ein bedeutendes Erholungszentrum mit den meisten Einfamilienhäusern und Bauden in der Region. Es wohnen hier ca. 2300 Einwohner.

## Geschichte

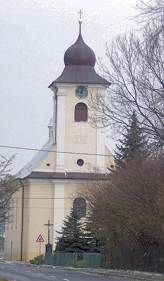
Dreifaltigkeitskirche

Die erste urkundliche Erwähnung stammt aus dem Jahr 1581. Die Entstehung von Ostravice ist eng mit der hiesigen Bergkolonisation auf gerodetem Waldboden im 15. bis 18. Jahrhundert verbunden. Das Holz wurde für den Bau verwendet sowie zu Holzkohle verarbeitet, 1858 wurde ein großes Sägewerk in Betrieb genommen. Zudem wurde in Ostravice Eisenerz gefunden und bis 1926 in Hammerwerken verarbeitet. Die Eisenbahnverbindung mit Frýdlant nad Ostravicí besteht seit 1905, seit dem Bau des Stausees Šance-Řečice ist Ostravice die Endstation. Im Verlaufe der Jahrhunderte erweiterte sich die Gemeindefläche (ca. 28,98 km²) und gehörte bis 1951 zu den größten in der Tschechoslowakei.
Die katholische Dreifaltigkeitskirche im Barockstil (1789) verfügt teilweise über die Ausstattung der aufgelösten Augustinerklosterkirche in Fulnek, die evangelische Kirche wurde 1874 gebaut. In seinem Blockhaus im nördlichen Teil der Gemeinde verbrachte der schlesische Dichter Petr Bezruč jeden Sommer.